# 李煥內閣
李煥內閣組成於1989年6月1日，中華民國總統李登輝任命時為中國國民黨黨員的李煥為行政院院長，同時由李煥組成內閣成員（行政院各部會局處首長），所有閣員並於6月1日上任。內閣成員以執政黨，即國民黨的黨員為主。
1990年5月初，李煥確定請辭閣揆，不料卻在5月2日從國民黨內部消息傳出李登輝將任命卸任軍職的郝柏村繼任閣揆的消息，同年6月1日，郝柏村內閣成立。

## 內閣成員
- 行政院院長：李煥（ 中國國民黨）
- 行政院副院長：施啟揚（ 中國國民黨）
- 行政院秘書長：王昭明
- 行政院新聞局局長：邵玉銘（ 中國國民黨）
- 臺灣省主席：邱創煥( 中國國民黨)
- 內政部部長：許水德（ 中國國民黨）
- 外交部部長：連戰（ 中國國民黨）
- 國防部部長：鄭為元（ 中國國民黨，1987年－1989年）→ 郝柏村（ 中國國民黨，1989年升任）
- 財政部部長：郭婉容（ 中國國民黨）
- 教育部部長：毛高文（ 中國國民黨）
- 法務部部長：呂有文
- 經濟部部長：陳履安（ 中國國民黨）
- 交通部部長：張建邦（ 中國國民黨）
- 行政院經濟建設委員會主任委員：錢復（ 中國國民黨）
- 行政院人事行政局局長：卜達海
- 行政院衛生署署長：施純仁
- 行政院國軍退除役官兵輔導委員會主任委員：許歷農（ 中國國民黨）
- 行政院文化建設委員會主任委員：郭為藩（ 中國國民黨）
- 行政院農業委員會主任委員：余玉賢
- 行政院青年輔導委員會主任委員：蔣家興（代理）
- 行政院研究發展考核委員會主任委員：馬英九（ 中國國民黨）
- 行政院國家科學委員會主任委員：夏漢民
- 行政院原子能委員會主任委員：閻振興（ 中國國民黨）
- 蒙藏委員會委員長：吳化鵬
- 僑務委員會委員長：曾廣順
- 不管部會政務委員：詳見中華民國政務委員列表
- 行政院主計處主計長：于建民
- 中央選舉委員會主任委員：許水德（ 中國國民黨，－1991年6月1日）
- 中央銀行總裁：謝森中
- 國立故宮博物院院長：秦孝儀（ 中國國民黨）
- 行政院勞工委員會主任委員：趙守博（ 中國國民黨)）
- 行政院環境保護署署長：簡又新（ 中國國民黨)）→ 趙少康（ 中國國民黨）→ 陳龍吉（副署長代理）→ 張隆盛